# Шкаликов, Александр Валентинович
Алекса́ндр Валенти́нович Шка́ликов (2 сентября 1970, Копейск, Челябинская область — 20 мая 2025, Копейск, Челябинская область) — российский боксёр, представитель первой средней весовой категории. Выступал за сборную России по боксу в первой половине 1990-х годов, четырёхкратный чемпион России, серебряный призёр Играх доброй воли в Санкт-Петербурге, участник чемпионатов Европы и мира. На соревнованиях представлял Челябинскую область, мастер спорта России международного класса (1992).

## Биография
Родился 2 сентября 1970 года в городе Копейске Челябинской области. Активно заниматься боксом начал в возрасте десяти лет в 1980 году, проходил подготовку в копейской Специализированной детско-юношеской спортивной школе олимпийского резерва под руководством тренера Константина Витальевича Ездина. Позже переехал на постоянное жительство в Челябинск, присоединился к местному спортивному клубу «Урал» и стал подопечным заслуженного тренера России Владимира Викторовича Рощенко.
Первого серьёзного успеха как боксёр добился в сезоне 1988 года, когда одержал победу на всероссийском турнире памяти С. В. Хохрякова — тем самым выполнил норматив мастера спорта СССР. В период 1989—1991 годов проходил срочную службу в рядах Вооружённых Сил СССР, одновременно с этим продолжал принимать участие в крупных международных турнирах, так, в 1989 году победил на турнире Вацлава Прохазки в Чехословакии, а в 1990 году выиграл мемориальный турнир Феликса Штамма в Польше.
В 1992—1995 годах в течение четырёх лет Шкаликов неизменно становился чемпионом России в первой средней весовой категории, в том числе в 1995 году он победил в финале будущего двукратного олимпийского чемпиона Олега Саитова. Находился в основном составе российской национальной сборной и защищал честь страны на крупнейших международных турнирах, таких как чемпионат Европы в Бурсе и чемпионат мира в Тампере — в первом случае уступил в четвертьфинале литовцу Виталиусу Карпачаускасу, который в итоге и стал победителем европейского первенства, во втором случае опять же на стадии четвертьфиналов был выбит из борьбы немцем Андреасом Отто. В 1994 году завоевал в первом среднем весе серебряную медаль на Играх доброй воли в Санкт-Петербурге — в решающем финальном поединке проиграл трёхкратному чемпиону мира кубинцу Хуану Эрнандесу Сьерре. Пытался пройти отбор на летние Олимпийские игры 1996 года в Атланте, но уступил в конкурентной борьбе Олегу Саитову и вскоре принял решение завершить карьеру спортсмена. Всего в любительском олимпийском боксе одержал около 240 побед и потерпел около 50 поражений.
За выдающиеся спортивные достижения был удостоен почётного звания «Мастер спорта России международного класса» (1992).
Имеет высшее образование, в 1996 году окончил Уральскую государственную академию физической культуры.
После завершения спортивной карьеры занялся тренерской деятельностью, работал тренером по боксу в челябинском спортивном клубе «Урал», с 2000 года работает тренером-преподавателем в челябинской областной Специализированной детско-юношеской спортивной школе олимпийского резерва.
Умер 20 мая 2025 года в Копейске Челябинской области после продолжительной болезни в возрасте 54 лет.
Его старший брат Андрей Шкаликов — довольно известный боксёр-профессионал, промоутер и телекомментатор. Ныне в Челябинске действует «Школа бокса братьев Шкаликовых».